# Neromia manderensis
Neromia manderensis là một loài bướm đêm trong họ Geometridae.